# Shaak Ti
 (janvier 2015).
Si vous disposez d'ouvrages ou d'articles de référence ou si vous connaissez des sites web de qualité traitant du thème abordé ici, merci de compléter l'article en donnant les références utiles à sa vérifiabilité et en les liant à la section « Notes et références ».
Personnage de fiction apparaissant dans
Star Wars.
Shaak Ti est un personnage de la saga cinématographique Star Wars. Originaire de la planète Shili, elle est formée dès son enfance à l’académie Jedi de la planète Coruscant. Cette maître Jedi Togruta est, durant la Guerre des Clones, membre du Haut Conseil Jedi  et est considérée comme la femme Jedi la plus puissante de sa génération. Elle participe à la bataille de Géonosis qui déclenche la terrible Guerre des clones. Promue général durant cette guerre, elle meurt, trahie par Anakin Skywalker dans le temple Jedi sur la planète Coruscant.
Elle est créée par les dessinateurs Dermot Power et Iain McCaig qui l'ont conçue comme une Jedi au teint rubicond, avec son brocart à motifs et complexes. Shaak Ti apparaît ensuite dans les épisodes II et III, et est interprétée par Orli Shoshan (en).

## Univers
L'univers de Star Wars se déroule dans une galaxie qui est le théâtre d'affrontements entre les Chevaliers Jedi et les Seigneurs noirs des Sith, personnes sensibles à la Force, un champ énergétique mystérieux leur procurant des pouvoirs psychiques. Les Jedi maîtrisent le Côté lumineux de la Force, pouvoir bénéfique et défensif, pour maintenir la paix dans la galaxie. Les Sith utilisent le Côté obscur, pouvoir nuisible et destructeur, pour leurs usages personnels et pour dominer la galaxie.
Pour amener la paix, une République galactique a été fondée, avec pour capitale la planète Coruscant. Mais, tout au long de son existence, la République est secouée par des sécessions et des guerres. Ce fut le cas en 32 av. BY lors des événements narrés dans le film La Menace fantôme.

## Histoire
La Menace Fantôme 
Elle est aperçue au Conseil des Jedis aux côtés de Plo Koon et Eeth Koth lorsque Qui Gon Jinn et Obi-Wan Kenobi demandent si Anakin peut être entraîné.

### L'Attaque des clones
Influencés par le maléfique comte Dooku, des milliers de systèmes planétaires menacent de faire sécession de la République Galactique. La principale opposante à ce projet, la sénatrice et ancienne reine Padmé Amidala, est alors visée par plusieurs tentatives d’assassinat. Elle est finalement capturée en compagnie du Jedi Obi-Wan Kenobi et de l'apprenti de celui-ci Anakin Skywalker sur la planète Géonosis. Prévenu, le conseil des Jedi envoie des chevaliers pour les sauver. C’est le puissant Mace Windu qui est désigné pour mener cette mission à bien. Il emmène avec lui les Jedi les plus doués en maniement du sabre laser dont fait partie Shaak Ti.
Une fois arrivée, Ti prit place dans l'arène aux côtés de son amie Luminara Unduli, où, parfaitement adaptée aux affrontements en groupe, elle sema alors la destruction dans les rangs de droïdes de combat. Finalement, Shaak Ti fut l'une des survivantes de la Bataille de Geonosis, qui vit tant de membres de l'Ordre tombés sous le feu des droïdes de combat des Séparatistes.
Par la suite, Shaak Ti fut nommée comme bon nombre de camarades Jedi au poste de général dans la Grande Armée de la République pour lutter contre les Séparatistes.

### Durant la Guerre des clones

#### Sur Kamino
Durant la Guerre des clones, le maître Jedi eut une affectation d’une importance capitale. Shaak Ti a la charge de superviser l'entraînement des clones sur Kamino, épaulée par des instructeurs, deux chasseurs de primes recrutés par la République. 

#### La bataille de Kamino
Après que la République eut intercepté un message entre le Général Grievous et Asajj Ventress au sujet d'un projet d'attaque contre Kamino, Kenobi et Skywalker sont arrivés à Tipoca avec des renforts pour aider Shaak Ti à protéger la planète et l'ADN des clones. Ti surveilla l'avancement de la bataille depuis la salle de contrôle de Tipoca City aux côtés de Kenobi, Lama Su, du capitaine Rex et du commandant Cody. Elle a remarqué que la flotte séparatiste n'était pas assez importante pour vaincre le blocus de la République. Mais, plusieurs frégates séparatistes ont été détruites afin de protéger le navire amiral de Grievous. Leurs débris échoués dans l'océan près de Tipoca City servaient à rassembler une barge d’assaut sur la ville. Mais étaient tous incapable d'avertir avant que les droïdes ne commencent leur assaut. Malgré tout, ils réussirent à repousser l'ennemi et ainsi de protéger l'ADN des clones.

#### Les puces inhibitrices
Après la mort du général Jedi Tiplar, tué par le soldat clone Tup lors de la bataille de Ringo Vinda, il est renvoyé sur Kamino pour y être examiné. Accompagnés de Fives, c'est Shaak Ti et le médecin Kaminoan Nala Se qui supervisent les tests et le suivi de Tup. Etrangement, tout est normal chez Tup, mis à part le fait qu’il tente de tuer Shaak Ti dès qu’il la reconnait comme étant une Jedi. Sans réponses à leurs questions, Nala Se veut mener un hyper test, une pratique à laquelle Shaak Ti s'oppose ouvertement. Le droïde médical AZI-3 suggère un balayage atomique de phase 5 afin de trouver la source de son comportement étrange. Nala Se suggère plutôt de mettre fin à la vie du clone et de faire une autopsie, estimant que la cause de son comportement était un virus. Shaak Ti émet l’hypothèse d’un problème de type neurologique. Ne sachant que faire, la Togruta contacte le temple Jedi et décide de poursuivre ses recherches. Le Conseil lui ordonne de ramener le clone au temple Jedi, où ils l'examineraient à travers la Force.
Entre-temps, Fives, aidé par le droïde médical AZI-3, retire une puce présente dans le cerveau de Tup. Tup finit par mourir en murmurant qu'il est "libéré des cauchemars". Mais les kaminoens, ne désirant pas que les Jedi découvrent l’origine de cette puce, expédient alors une autre boîte. Fives comprend le stratagème, et sait qu’il ne peut plus faire confiance aux cloneurs, et par la même occasion à Shaak Ti, qui reste fidèle aux kaminoens. Shaak Ti et Nala Se contactent alors le chancelier suprême Sheev Palpatine pour parler de la délicate situation. Le chancelier demande les données pour pouvoir les examiner au centre médical de la Republique à Coruscant. Shaak Ti, cependant, s'oppose et veut les transmettre au conseil Jedi en premier. Au même moment, elle apprend que Fives, assisté par AZI-3, a découvert que la tumeur a été bio-modifiée et soupçonne qu'un complot plus important est la cause des actes de Tup. Le duo découvre également que la même puce inhibitrice organique a été implantée dans tous les soldats, y compris Fives. Nala Se affirme que la puce a été placée pour inhiber les comportements agressifs, tandis que Fives fait remarquer à Ti que le dysfonctionnement de la puce à Tup l'avait amené à perdre la raison. Quand il leur dit qu'il a retiré sa puce, Nala Se affirme que Fives constitue maintenant une menace et doit être tué. Ti s'oppose de nouveau, insistant sur le fait que Fives et les puces doivent être envoyées au chancelier suprême pour enquêter, plutôt que de les laisser aux Kaminoans. Shaak Ti rapatrie Fives vers Coruscant, sans se douter que la kaminoen a menti. En effet, c’est cette puce qui sera plus tard responsable de l’ordre 66 et de l’anéantissement des Jedi. Le chancelier voulant s'entretenir seul avec Fives, Shaak Ti et Nala Se attendent dehors. Alors que Ti médite, elle entend des coups de feu et ouvre la porte pour voir Fives désarmer le chancelier et sa sécurité. Fives commence à viser le chancelier, mais Ti a  recours à la Force pour l'arrêter. Le chancelier affirme que Fives a tenté de l'assassiner. S'ensuit alors une course entre Shaak Ti et le clone en fuite même si Fives réussit à s'en sortir à temps.
Shaak Ti avec Maître Plo Koon, Yoda, Mace Windu et Skywalker essaient de trouver des explications de cette attaque contre le chancelier et de le retrouver. Ti les informe que les Kaminoans croient qu'un virus a provoqué le dysfonctionnement de la puce inhibitrice des clones, ce qui a provoqué ce comportement, tandis que Fives pense qu'il est victime d'un complot. Windu déclare ensuite que Fives devrait être capturé vivant pour découvrir s’il existe un quelconque complot. Skywalker annonce qu'il fera venir Fives avec l'aide de Rex. Ti l'avertit de faire attention, car le retrait de la puce pourrait avoir changé Fives. Alors qu'il essaie de dire à Skywalker et à Rex la vérité concernant les puces inhibitrices, Fives est tué par le commandant Fox.
Ti, ainsi que Skywalker, Windu et Yoda, rencontrent le chancelier plus tard, au cours duquel il explique lui-même  la dégradation de leurs puces. Palpatine déclare aux Jedi que son enquête l'a amené à croire qu'un parasite originaire de Ringo Vinda aurait provoqué un dysfonctionnement et qu'un antidote serait ensuite administré aux clones. Ainsi, cela laisse perplexe les Jedi qui n'ont pas les réponses à toutes leurs questions.

#### L'affaire Quinlan Vos
Comme tous les Maîtres Jedi, Shaak Ti fut choquée d'apprendre, en l'an -20, que Quinlan Vos avait rejoint le camp de Dooku, alors que sa mission initiale consistait à tuer le Comte avec l'aide d'Asajj Ventress. Cette situation dura plusieurs mois, jusqu'à ce qu'un jour Ventress se présente dans la salle du Conseil et se confesse : elle et Vos avaient été amants, et elle lui avait enseigné certains arts du Côté Obscur. Cependant, elle était prête à aider les Jedi à récupérer Vos. Le Conseil délibéra, et jugea Ventress honnête. Ainsi, les Maîtres demandèrent à la chasseuse de primes, accompagnée d'Obi-Wan Kenobi et d'Anakin Skywalker, de partir en mission. L'Amiral Yularen leur fournit alors la localisation de Dooku et Vos : la planète Taris, que les Séparatistes prévoyaient d'attaquer. La mission fut un succès, et les Jedi s'aperçurent que Vos n'avait qu'été prisonnier tout ce temps. 
Par la suite, Shaak Ti et les autres Maîtres confièrent quelques missions sans importance à Quinlan durant le mois qui suivit, pendant qu'il guérissait lentement. Un jour, le Conseil décida de confier à nouveau à Vos la mission de tuer Dooku. Vos accepta, et, comme le reste du Conseil, Shaak fut surpris de ce qui se passa ensuite : l'état de Vos n'avait été qu'une ruse, et le Jedi fut arrêté après avoir voulu devenir l'apprenti de Dark Sidious. Il dévoila ensuite son véritable double jeu : il n'avait voulu que démasquer le Seigneur Sith au pouvoir, se faisant passer pour un allié de Dooku. Mais il échoua, et revint dans le camp de la République.

### La Revanche des Sith
Peu de temps après la bataille de Coruscant, il fut découvert que Palpatine était le véritable seigneur des ténèbres des Sith, Dark Sidious, et manipulait la République et les Jedi. Après avoir tué Windu, Sidious tourna Skywalker du côté obscur de la Force. Il promulgua alors l'Ordre 66, qui utilisait les puces inhibitrices des clones pour les retourner contre les Jedi. Alors que les Jedi répartis dans la galaxie étaient massacrés, le temple fut attaqué par Skywalker, récemment baptisé Dark Vador. Shaak Ti a enregistré un message dans un holocron jedi, invitant quiconque à la trouver à continuer l'héritage de la Force et à ne pas laisser la Purge être la fin du Jedi. Alors qu'elle méditait pendant l'attaque, Shaak Ti fut tuée par Vador, conformément à la vision de Yoda dans l'épisode La Destinée de la saison 6 de The Clone Wars.

## Caractéristiques
Shaak Ti est une Togruta à peau rouge. Comme toutes les personnes de son espèce, dont Ahsoka Tano, elle possède une paire de cornes, nommés montrals, qui poussent à la base du crâne ainsi que trois tentacules reliées aux cornes et placées autour de la tête, deux sur chaque côté de l'avant et la troisième à l'arrière. Grâce à ces montrals, elle peut détecter quoi que ce soit jusqu'à vingt-cinq mètres par écholocalisation. Shaak Ti porte divers symboles de son héritage. Son visage est dessiné de peinture blanche en forme de flammes. Ornée d'une tiare et d'un pendentif descendant jusqu'à la racine de son nez. 
Ti sait utiliser la télékinésie pendant les batailles. Au cours de la bataille de Kamino, elle a eu recours à la télékinésie pour soulever deux Aqua-droïdes et les projeter suffisamment pour détruire six autres droïdes. Ses capacités martiales lui permettaient d'assurer sa survie, notamment lors de la bataille de Geonosis, une bataille qui entraîna la mort de près de 200 Jedi. Elle possède un sabre laser, l'arme officielle des Jedi, de couleur bleu, qu'elle manie sous les formes de combat au sabre nommées « Makashi » et « Ataru ». 
Bien qu'elle porte habituellement une cape Jedi traditionnelle, elle porte en dessous une jupe marron, ajustée avec une écharpe et un tabard au design complexe, ainsi qu'un sous-vêtement brun sans manches accompagné de manches assorties allant des épaules aux poignets.
En tant que formatrice de clones sur Kamino, Shaak Ti a su démontrer une aisance pour l'enseignement. Elle est aussi décrite que un individu encourageant et attentionné, valorisant la vie des clones, non pas en tant qu’objets mais en tant que personnes. Cela a souvent conduit aux conflits avec les Kaminoans, qui considéraient les clones comme une propriété. Ti n'avait pas peur d'invoquer l'autorité sur les Kaminoans pour protéger les clones.
Shaak Ti est aussi reconnue parmi ses pairs pour sa puissante maîtrise de la force et plus particulièrement des "dash de force" permettant de se déplacer rapidement, nul ne l'égalait sur ce terrain.
Avant de rentrer au conseil Jedi, Shaak Ti entretenait une relation intime avec Kit Fisto qu'elle a abandonné pour la force. Cette décision difficile l'a hantée jusqu'à sa mort durant l'ordre 66.

## Interprète
Shaak Ti est interprétée à l'écran par l'actrice et mannequin israélienne Orli Shoshan (en). Puis a été interprétée par la comédienne Tasia Valenza pour la série The Clone Wars.

## Univers étendu légendes
À la suite du rachat de la société Lucasfilm par The Walt Disney Company, tous les éléments racontés dans les produits dérivés datant d'avant le 26 avril 2014 ont été déclarés comme étant en dehors du canon et ont été regroupés sous l’appellation « Star Wars Légendes ».

### Morts multiples
Shaak Ti est l'un des rares personnages de Star Wars dont la mort a été décrite plusieurs fois et de manière différentes dans plusieurs œuvres de l'univers (films, jeux vidéo et séries) :
1. Dans une scène coupée, visible dans le DVD bonus de Star Wars, épisode III : La Revanche des Sith, où elle se fait tuer des mains du Général Grievous devant Obi-Wan Kenobi et Anakin Skywalker.
2. Une autre scène coupée de Star Wars, épisode III : La Revanche des Sith, visible uniquement sur le Blu-ray, montre Shaak Ti poignardée dans le dos par Anakin Skywalker lors du massacre au temple Jedi. Cette scène apparaît dans le jeu vidéo parodique Lego Star Wars : La Saga complète et dans la l'épisode 11 de la saison 6 de Star Wars: The Clone Wars.
3. Dans le jeu Le Pouvoir de la Force, après avoir perdu son combat contre le Sith Galen Marek peu avant le début de la Guerre Civile Galactique, Shaak Ti semble se suicider en se jetant dans l'estomac de son Sarlacc.

C'est la deuxième version qui a été gardée par l'univers officiel de Star Wars.

### Star Wars: Clone Wars
Plus tard, toujours durant la Guerre Des Clones, Shaak Ti a pour principal ennemi le Général Grievous. Elle affronte ce dernier au côté de Ki-Adi-Mundi, Aayla Secura et trois autres Jedi et survit de justesse avec Mundi et Secura, leurs compagnons étant tués. Puis, juste avant les évènements décrits dans le film Star Wars, épisode III : La Revanche des Sith, elle fait partie de la garde rapprochée du Chancelier Palpatine menacé par Grievous. Elle fait preuve d'un courage exemplaire en restant en arrière pour retenir les ennemis pendant que ses compagnons Jedi emmènent le Chancelier. Finalement, alors qu'elle mène un dur combat avec une douzaine de gardes du corps de Grievous, ce dernier prend les autres Jedi par surprise et les tue. Shaak Ti réussit à rejoindre Grievous et est laissée pour morte par ce dernier. Elle est ensuite secourue par Mace Windu.
Durant sa carrière de maître Jedi, elle forme plusieurs Padawans qu'elle voit tristement être les victimes d'assassins peu après avoir passé leurs épreuves de Jedi. Pendant des années, elle supporte ainsi stoïquement la douleur d'avoir perdu Fe Sun, tuée par une Zeltron nommée Lyshaa. Mais elle ne montre jamais sa tristesse, en vertu du code Jedi qui stipule qu'un Jedi ne doit pas s'autoriser de telles émotions.

### Durant l'Empire galactique
Peu après l'Ordre 66, Shaak Ti s'exile sur Felucia et prend une nouvelle apprentie nommée Maris Brood. Elle est retrouvée et tuée par l'apprenti de Dark Vador, Galen Marek.